# كاوري (مغنية)
كاوري (باليابانية: KAORI.؛ بالكانا: かおり) هي مؤدية صوت ومغنية يابانية، ولدت في 28 فبراير 1976 في يوكوهاما في اليابان.

## وصلات خارجية
- الموقع الرسمي
- كاوري على موقع IMDb (الإنجليزية)
- كاوري على موقع ميوزك برينز (الإنجليزية)
- كاوري على موقع ديسكوغز (الإنجليزية)
- كاوري على موقع قاعدة بيانات الفيلم (الإنجليزية)
- كاوري على موقع كينوبويسك (الروسية)
- كاوري على موقع ANN person (الإنجليزية)